# Střezetice
Střezetice är en ort i Tjeckien. Den ligger i den centrala delen av landet, 90 km öster om huvudstaden Prag. Střezetice ligger 271 meter över havet och antalet invånare är 294.
Terrängen runt Střezetice är platt, och sluttar söderut. Runt Střezetice är det tätbefolkat, med 570 invånare per kvadratkilometer. Närmaste större samhälle är Hradec Králové, 9,8 km sydost om Střezetice. Trakten runt Střezetice består till största delen av jordbruksmark.